# Martigny-les-Gerbonvaux
Martigny-les-Gerbonvaux és un municipi francès, situat al departament dels Vosges i a la regió del Gran Est. L'any 2007 tenia 123 habitants.

## Demografia

### Població
El 2007 la població de fet de Martigny-les-Gerbonvaux era de 123 persones. Hi havia 52 famílies, de les quals 16 eren unipersonals (16 dones vivint soles i 16 dones vivint soles), 12 parelles sense fills i 24 parelles amb fills.
La població ha evolucionat segons el següent gràfic:
Habitants censats

### Habitatges
El 2007 hi havia 62 habitatges, 51 eren l'habitatge principal de la família, 3 eren segones residències i 8 estaven desocupats. 59 eren cases i 3 eren apartaments. Dels 51 habitatges principals, 39 estaven ocupats pels seus propietaris, 11 estaven llogats i ocupats pels llogaters i 2 estaven cedits a títol gratuït; 1 tenia una cambra, 1 en tenia dues, 7 en tenien tres, 22 en tenien quatre i 21 en tenien cinc o més. 34 habitatges disposaven pel capbaix d'una plaça de pàrquing. A 21 habitatges hi havia un automòbil i a 22 n'hi havia dos o més.

### Piràmide de població
La piràmide de població per edats i sexe el 2009 era:
| Homes | Edats   | Dones |
| ----- | ------- | ----- |
| 0     | 95 o +  | 0     |
| 0     | 90 a 94 | 4     |
| 0     | 85 a 89 | 0     |
| 0     | 80 a 84 | 0     |
| 4     | 75 a 79 | 0     |
| 4     | 70 a 74 | 4     |
| 0     | 65 a 69 | 20    |
| 0     | 60 a 64 | 0     |
| 0     | 55 a 59 | 0     |
| 4     | 50 a 54 | 0     |
| 8     | 45 a 49 | 12    |
| 0     | 40 a 44 | 4     |
| 0     | 35 a 39 | 0     |
| 4     | 30 a 34 | 8     |
| 4     | 25 a 29 | 0     |
| 4     | 20 a 24 | 0     |
| 0     | 15 a 19 | 4     |
| 12    | 10 a 14 | 4     |
| 8     | 5 a 9   | 0     |
| 4     | 0 a 4   | 0     |

## Economia
El 2007 la població en edat de treballar era de 82 persones, 61 eren actives i 21 eren inactives. De les 61 persones actives 57 estaven ocupades (36 homes i 21 dones) i 4 estaven aturades (4 dones i 4 dones). De les 21 persones inactives 3 estaven jubilades, 7 estaven estudiant i 11 estaven classificades com a «altres inactius».

### Ingressos
El 2009 a Martigny-les-Gerbonvaux hi havia 52 unitats fiscals que integraven 112,5 persones, la mediana anual d'ingressos fiscals per persona era de 14.051 €.

### Activitats econòmiques
Dels 8 establiments que hi havia el 2007, 1 era d'una empresa extractiva, 1 d'una empresa de fabricació d'altres productes industrials, 1 d'una empresa de construcció, 1 d'una empresa de comerç i reparació d'automòbils, 3 d'empreses d'hostatgeria i restauració i 1 d'una empresa de serveis.
Dels 3 establiments de servei als particulars que hi havia el 2009, 1 era una fusteria i 2 restaurants.
L'any 2000 a Martigny-les-Gerbonvaux hi havia 4 explotacions agrícoles.

## Equipaments sanitaris i escolars
El 2009 hi havia una escola elemental.

## Poblacions més properes
El següent diagrama mostra les poblacions més properes.